# Echipa națională de fotbal a Coreei de Nord
Echipa națională de fotbal a Coreei de Nord este echipa națională a Coreei de Nord fiind coordonată de Federația de fotbal din Coreea de Nord. Echipa s-a calificat de două ori la Campionatul Mondial de Fotbal; în 1966 când au ajuns în sferturile de finală și la Campionaul Mondial de Fotbal din 2010. Coreea de Nord s-a calificat de trei ori la Cupa Asiei AFC; în 1980, când au terminat pe locul patru, în 1992 și la Cupa Asiei 2011.

## Performanțe

### Campionatul Mondial de Fotbal
| Anul        | Runda              | Poziția          | MJ               | V                | E*               | Î                | GM               | GP               |
| ----------- | ------------------ | ---------------- | ---------------- | ---------------- | ---------------- | ---------------- | ---------------- | ---------------- |
| 1930 - 1962 | Nu a participat    | Nu a participat  | Nu a participat  | Nu a participat  | Nu a participat  | Nu a participat  | Nu a participat  | Nu a participat  |
| 1966        | Sferturi de finală | 8                | 4                | 1                | 1                | 2                | 5                | 9                |
| 1970        | S-a retras         | S-a retras       | S-a retras       | S-a retras       | S-a retras       | S-a retras       | S-a retras       | S-a retras       |
| 1974        | Nu s-a calificat   | Nu s-a calificat | Nu s-a calificat | Nu s-a calificat | Nu s-a calificat | Nu s-a calificat | Nu s-a calificat | Nu s-a calificat |
| 1978        | S-a retras         | S-a retras       | S-a retras       | S-a retras       | S-a retras       | S-a retras       | S-a retras       | S-a retras       |
| 1982 - 1994 | Nu s-a calificat   | Nu s-a calificat | Nu s-a calificat | Nu s-a calificat | Nu s-a calificat | Nu s-a calificat | Nu s-a calificat | Nu s-a calificat |
| 1998 - 2002 | Nu a participat    | Nu a participat  | Nu a participat  | Nu a participat  | Nu a participat  | Nu a participat  | Nu a participat  | Nu a participat  |
| 2006        | Nu s-a calificat   | Nu s-a calificat | Nu s-a calificat | Nu s-a calificat | Nu s-a calificat | Nu s-a calificat | Nu s-a calificat | Nu s-a calificat |
| 2010        | Faza Grupelor      | 32               | 3                | 0                | 0                | 3                | 1                | 12               |
| 2014        | Nu s-a calificat   | Nu s-a calificat | Nu s-a calificat | Nu s-a calificat | Nu s-a calificat | Nu s-a calificat | Nu s-a calificat | Nu s-a calificat |
| Total       | 2/20               |                  | 7                | 1                | 1                | 5                | 6                | 21               |

### Cupa Asiei AFC
| Anul              | Runda                            | MJ | C | E* | P | GM | GP |
| ----------------- | -------------------------------- | -- | - | -- | - | -- | -- |
| 1956 până în 1972 | Nu a participat                  | -  | - | -  | - | -  | -  |
| 1976              | S-a retras după ce s-a calificat | -  | - | -  | - | -  | -  |
| 1980              | Locul patru                      | 6  | 3 | 0  | 3 | 10 | 12 |
| 1984              | Suspendată                       | -  | - | -  | - | -  | -  |
| 1988              | Nu s-a calificat                 | -  | - | -  | - | -  | -  |
| 1992              | Runda 1                          | 3  | 0 | 1  | 2 | 2  | 5  |
| 1996              | Nu a participat                  | -  | - | -  | - | -  | -  |
| 2000 până în 2004 | Nu s-a calificat                 | -  | - | -  | - | -  | -  |
| 2007              | Interzisă la calificare          | -  | - | -  | - | -  | -  |
| 2011              | Calificată                       | -  | - | -  | - | -  | -  |
| Total             | 3/15                             | 9  | 3 | 1  | 5 | 12 | 17 |

### AFC Challenge Cup
- 2008 - Locul trei
- 2010 - Câștigători

### East Asian Cup
- 2003 - S-a retras
- 2005 - Locul trei la Turneul Final
- 2008 - Locul patru la Turneul Final
- 2010 - Nu s-a calificat

1. ↑   https://www.transfermarkt.us/-/mitarbeiterhistorie/verein/15457 Lipsește sau este vid: |title= (ajutor)